# Анісимов Павло Петрович
Павло Петрович Анісимов (10 грудня 1928, місто Вольськ, тепер Саратовської області, Російська Федерація — 8 січня 2001, місто Москва) — радянський державний діяч, 2-й секретар ЦК КП Вірменії, заступник голови Держплану СРСР. Член Бюро ЦК КП Вірменії в 1973—1979 роках. Кандидат у члени ЦК КПРС у 1976—1986 роках. Депутат Верховної ради Вірменської РСР. Депутат Верховної Ради СРСР 9—10-го скликань.

## Життєпис
Народився в родині вчителя.
У 1952 році закінчив Казанський авіаційний інститут, інженер-механік.
Член КПРС з 1952 року.
У 1952—1953 роках — інженер-конструктор, секретар комітету ВЛКСМ заводу в місті Куйбишеві.
У 1953—1955 роках — інженер-конструктор, інженер із механізації (механік цеху) заводу імені Жданова в Ленінграді.
З 1955 року — на партійній роботі: секретар партійного комітету заводу імені Жданова в Ленінграді.
У 1961—1963 роках — 1-й секретар Кіровського районного комітету КПРС міста Ленінграда. У 1963—1964 роках — завідувач відділу Ленінградського обласного комітету КПРС.
У 1964—1968 роках — секретар Ленінградського міського комітету КПРС.
У 1968—1973 роках — заступник завідувача відділу організаційно-партійної роботи ЦК КПРС.
22 березня 1973 — 12 квітня 1979 року — 2-й секретар ЦК КП Вірменії.
У квітні 1979 — 1991 року — заступник голови Державного планового комітету (Держплану) СРСР.
У 1991—2000 роках — фінансовий директор Федерального екологічного фонду в Москві.
Помер 8 січня 2001 року. Похований в Москві.

## Нагороди
- орден Жовтневої Революції
- три ордени Трудового Червоного Прапора
- медалі